# Mein großer Freund Shane
Mein großer Freund Shane (Originaltitel: Shane) ist ein US-amerikanischer Western des Regisseurs George Stevens aus dem Jahr 1953. Er basiert auf dem gleichnamigen Roman von Jack Schaefer.

## Handlung
Wyoming im späten 19. Jahrhundert: Eines Tages trifft ein geheimnisvoller Fremder auf der kleinen Farm von Joe Starrett ein. Alles deutet darauf hin, dass es sich bei diesem Mann, der sich Shane nennt, um einen Revolverhelden handelt, der sich auf der stetigen Flucht vor Verfolgern befindet, die sich mit ihm messen wollen. Starrett fragt Shane jedoch nie nach seiner Herkunft und bietet ihm an, auf seiner Farm zu bleiben und für ihn zu arbeiten. Shane nimmt an. Starretts Sohn, der achtjährige Joey, bewundert den Fremden für seine Stärke und seinen gekonnten Umgang mit der Waffe. Shane wiederum fühlt sich zu Starretts Frau Marian hingezogen, die anscheinend das gleiche für ihn empfindet.
Starrett befindet sich zusammen mit seinen Nachbarn in einer erbitterten Fehde mit dem Großgrundbesitzer Rufus Ryker, der das ganze Gebiet der Gegend für sich beansprucht und alle kleinen Farmer vertreiben will. In diesem Konflikt stellt sich Shane auf die Seite der Farmer, versucht aber, Auseinandersetzungen zu vermeiden, was ihm zunächst den Ruf einbringt, ein Feigling zu sein. Als Shane sich mit einer Schlägerei gegen die Sticheleien von Rykers Angestelltem Calloway wehrt und er mit Starretts Hilfe die Kneipenprügelei gewinnt, eskaliert die Situation entscheidend: Ryker engagiert den Scharfschützen Jack Slick Wilson aus Cheyenne, der nun mit Gewalt die Farmer vertreiben soll. Wilson provoziert bewusst einen der Farmer, den heißblütigen Ex-Soldaten Torrey, zu einem Schießduell, welches für Torrey tödlich ausgeht. Anschließend wollen die anderen Farmer verängstigt ihr Land aufgeben, werden aber von Starrett und Shane überzeugt, vorerst zu bleiben.
Starrett wird von Ryker zu einem Gespräch eingeladen, zu welchem dieser alleine aufbrechen will. Calloway, der inzwischen Rykers Farm verlassen hat, warnt Shane, dass Starrett in eine Falle gelockt werden soll. Shane muss Starrett nach einem längeren Zweikampf niederschlagen, um ihn vor einer Konfrontation mit Ryker und Wilson zu schützen, in der er keine Chance hätte.
Shane verabschiedet sich von Starretts Frau, die seine Beweggründe versteht, und reitet in die Stadt. Joey läuft ihm hinterher, ohne dass er es merkt. Im Showdown im Saloon kann Shane Wilson und Ryker erschießen, wird jedoch, als er den Saloon verlassen will, von Rykers Bruder Morgan aus dem Hinterhalt beschossen und verletzt. Shane kann der unmittelbar tödlichen Kugel nur entgehen, weil er von Joey gewarnt wird und tötet Rykers Bruder ebenfalls. Shane kehrt nicht mehr auf Starretts Farm zurück. Er verabschiedet sich von Joey, verlässt das Tal und reitet verwundet in die Ferne.
In der letzten Einstellung sieht man Shane in der Dunkelheit über einen Friedhof reiten und dahinter verschwinden, was auch so verstanden werden kann, dass er seiner Verletzung erliegt.

## Hintergrund
Das Drehbuch von A. B. Guthrie entstand auf der Grundlage des 1948 erschienenen Romans Shane von Jack Schaefer, dessen Handlung zum Teil auf dem Johnson County War basiert. Im Wyominger Johnson County War zwischen 1889 und 1892 versuchten Großgrundbesitzer mit brutalen Methoden die neu angekommenen Siedler zu vertreiben. Bei den darauffolgenden Konflikten kamen mindestens 25 Menschen ums Leben, die Auseinandersetzung diente als Stoff für viele Mythen auch als Inspiration für weitere Westernfilme wie beispielsweise Heaven’s Gate (1980) von Michael Cimino.
Shane sollte ursprünglich von Montgomery Clift gespielt werden. Für die Rollen des Joe Starrett und der Marian Starrett waren William Holden beziehungsweise Katharine Hepburn im Gespräch. Als alle drei absagen mussten, verlangte George Stevens eine Liste aller verfügbaren Schauspieler, die zu dieser Zeit bei Paramount Pictures unter Vertrag standen, und entschied sich innerhalb weniger Minuten für die Besetzung Alan Ladd, Van Heflin und Jean Arthur in den Hauptrollen. Arthur hatte sich schon einige Jahre zuvor weitgehend aus Hollywood zurückgezogen, ließ sich jedoch von Stevens – mit dem sie vorher schon zwei Filme gedreht hatte – zu ihrem finalen Kinoauftritt überreden.
Die Dreharbeiten des Films dauerten von Juli bis Oktober 1951. Die Produktionskosten betrugen über drei Millionen Dollar, was damals ein hohes Filmbudget war. Aus Angst vor einem Misserfolg dachte Paramount zeitweise darüber nach, die Produktion an ein anderes Studio zu verkaufen. Mein großer Freund Shane war einer der ersten Filme, die das Geräusch einer abgefeuerten Waffe möglichst realistisch darzustellen versuchten. Darüber hinaus wurden die Schauspieler an Drähten befestigt und nach hinten gezogen, sobald sie von einer Kugel getroffen sein sollten. Warren Beatty bezeichnete Mein großer Freund Shane in der Dokumentation George Stevens: A Filmmaker’s Journey in dieser Hinsicht als eine Inspiration für sein eigenes Werk Bonnie & Clyde.
Obwohl die Dreharbeiten bereits Ende 1951 abgeschlossen wurden, fand die Premiere des Films in New York erst am 23. April 1953 statt. Dies lag vor allem an der langen Zeitspanne, die George Stevens für den Schnitt benötigte. Mein großer Freund Shane war ein großer Publikumserfolg und spielte allein in den Vereinigten Staaten 20 Millionen Dollar ein. In Deutschland kam der Film am 23. Oktober 1953 in die Kinos.

## Synchronisation
Die deutsche Synchronisation entstand 1953 nach einem Dialogbuch von Fritz A. Koeniger unter Synchronregie von Volker Becker.
| Rolle           | Schauspieler     | Dt. Synchronstimme     |
| --------------- | ---------------- | ---------------------- |
| Shane           | Alan Ladd        | Ernst Wilhelm Borchert |
| Marian Starrett | Jean Arthur      | Marianne Kehlau        |
| Joe Starrett    | Van Heflin       | Fritz Tillmann         |
| Joey Starrett   | Brandon De Wilde | Michael Gebühr         |
| Jack Wilson     | Jack Palance     | Ralph Lothar           |
| Chris Calloway  | Ben Johnson      | Friedrich Joloff       |
| Rufus Ryker     | Emile Meyer      | Walther Suessenguth    |
| Frank Torrey    | Elisha Cook Jr.  | Herbert Stass          |
| Axel Shipstead  | Douglas Spencer  | Alfred Balthoff        |
| Ernie Wright    | Leonard Strong   | Robert Klupp           |

## Einfluss
Mein großer Freund Shane gilt als ein Klassiker des amerikanischen Kinos und wird heute als Kultfilm betrachtet. Er hatte großen Einfluss auf das Western-Genre und wurde in zahlreichen anderen Werken zitiert und parodiert. So basiert beispielsweise Robert De Niros berühmter Monolog „You talkin’ to me“ in Martin Scorseses Taxi Driver auf einer Szene des Films. In der Fernsehserie Batman aus den 1960er Jahren gab es einen Schurken namens Shame, der diesem auch optisch nachempfunden war. Auch in der Folge Leben in der Holosuite (Staffel 7, Folge 10) von Star Trek: Deep Space Nine ist ein Ausschnitt aus Mein großer Freund Shane zu sehen. Besondere Bekanntheit erlangten die letzten Worte des Films: „Shane. Come back!“
1966 wurde eine gleichnamige Fernsehserie produziert, in der David Carradine und Jill Ireland die Hauptrollen übernahmen. Clint Eastwood drehte 1985 unter dem Titel Pale Rider – Der namenlose Reiter ein Remake des Stoffes.
Der Einfluss dieses Filmes reicht bis in die Comic-Strip-Kultur: Der Schurke Phil Steel in dem Lucky-Luke-Band Lucky Luke gegen Phil Steel (im französischen Original: Lucky Luke et Phil Defer) ist der Figur des Killers Wilson nachempfunden.
Auch in der Comicverfilmung Logan – The Wolverine (2017) finden sich Ausschnitte und Zitate des Films.

## Kritiken
„Der glänzend inszenierte und ausgezeichnet gespielte Edelwestern verzichtet fast ganz auf spektakuläre Actionelemente und setzt stattdessen auf eine getragene Inszenierung und die hervorragende Kameraarbeit (Oscar für Loyal Griggs). Shane verkörpert den Archetyp des einsamen und heimatlosen Revolvermanns, der sich als ‚Erlöser im Sattel‘ selbstlos für die Schwachen und Unterdrückten opfert und damit dem Guten zum Sieg über das Böse verhilft.“

„Er kommt auf einem weißen Pferd, ist hell gekleidet, ist freundlich, hilfsbereit und klug. Er ist ein Märchenprinz, der in die harte Realität des amerikanischen Westens verpflanzt wurde. Dieser auf die Erde herabgestiegene Engel scheint nahezu in Reinkultur die Legende des Westens, dieses amerikanische Märchen zu verkörpern. Hier wird eine Legende erzählt, die sich jederzeit als solche zu erkennen gibt.“

„Unter den überzeugenden Schauspielerleistungen sticht neben Alan Ladd und Van Heflin vor allem Jack Palance als Inkarnation des Bösen hervor. Gerade zwölf Sätze spricht er im Film [...].“

„Alan Ladds Shane […] [muss die Einsicht], dass es auf der Farm der Starrets längerfristig keinen Platz für ihn gibt […], nicht nur sich selbst und damit auch dem Zuschauer, sondern auch noch dem kleinen Joey vermitteln, der ihn vom ersten Moment an vergöttert und die Tugenden seines arbeitsamen, aber konfliktscheuen Vaters immer abschätziger an denen des gunslingers misst. Das ist beiderseits ein schmerzvoller, nie kitschig gestalteter Prozess […] des Lernens, und die unaufdringliche, fast lakonische Art, mit der George Stevens demonstriert, dass wahres Lernen eben immer auf die harte Tour erfolgt, ist vielleicht die größte Qualität von Shane, anerkannt auch von Leuten, die gemeinhin das nackte Grauen packt, wenn ein Film mit allzu durchschaubaren didaktischen Absichten daherkommt.“

## Auszeichnungen
- George Stevens wurde 1953 mit dem National-Board-of-Review-Award als Bester Regisseur ausgezeichnet.
- 1954 war Mein großer Freund Shane für sechs Oscars nominiert, darunter in den Kategorien Bester Film, Beste Regie (jeweils George Stevens), Bestes adaptiertes Drehbuch (A. B. Guthrie Junior) und Bester Nebendarsteller (Jack Palance und Brandon De Wilde). Loyal Griggs gewann die Auszeichnung für die Beste Kamera.
- Der Film war außerdem für zwei British Film Academy Awards (Bester Film, Van Heflin als Bester ausländischer Schauspieler), einen Directors Guild of America Award und einen Writers Guild of America Award nominiert.
- 1993 wurde er in das National Film Registry aufgenommen.
- In den vom American Film Institute herausgegebenen Top-Listen ist der Film, „der die Gemeinde der Experten und Westernfans immer polarisiert hat […] und oft einfach vergessen wird, wenn die Listen mit den […] Meilensteinen zusammengestellt werden“,[6] gleich mehrfach vertreten: Auf Position 45 der 100 besten amerikanischen Filme aller Zeiten, auf Position 53 der America’s Most Inspiring Movies, auf Platz 16 der Top 50 der Helden (Shane) sowie auf Position 47 der 100 besten Filmzitate („Shane. Shane. Come back!“). Außerdem wurde der Film 2008 auf Platz 3 der 10 besten Western aller Zeiten gewählt.

## Soundtrack
- Victor Young: Shane. Suite, auf: Shane. A Tribute to Victor Young. Koch International, Port Washington 1996, Tonträger-Nr. 3-73765-2 H1 – digitale Neueinspielung durch das New Zealand Symphony Orchestra unter der Leitung von Richard Kaufman